# Dean Smith (kierowca wyścigowy)
Dean Smith (ur. 22 marca 1988 w Wolverhampton) – brytyjski kierowca wyścigowy.

## Kariera

### Formuła BMW
Po zakończeniu działalności kartingowej, Dean w roku 2004 rozpoczął poważną karierę wyścigową, debiutując w Brytyjskiej Formule BMW. Sezon później sięgnął w niej po tytuł mistrzowski.

### Formuła Renault
W latach 2006–2007 brał udział w Brytyjskiej Formule Renault. W pierwszym podejściu zmagania zakończył na 9. pozycji. W drugim, dzięki współpracy z konkurencyjnym brytyjskim zespołem Fortec Motorsport, został sklasyfikowany na drugim miejscu, z dorobkiem czternastu miejsc na podium, w tym trzech zwycięstw. W roku 2007 zadebiutował również w Północnoeuropejskim Pucharze Formuły Renault, podczas drugiej rundy na niemieckim torze w Oschersleben (Bode) (bez sukcesu).
W sezonie 2008 awansował wraz z ekipą Fortec do Europejskiego Pucharu Formuły Renault. Dużo silniej obsadzona stawka oraz mniej konkurencyjny zespół w bardziej prestiżowej serii spowodował, iż Smith nie był w stanie osiągać zadowalających wyników. Ostatecznie będąc czterokrotnie sklasyfikowanym na punktowanej pozycji, rywalizację zakończył dopiero na 17. miejscu. Oprócz regularnych startów w tym cyklu, Brytyjczyk gościnnie wystąpił również w ostatniej rundzie sezonu Brytyjskie Formuły 3 oraz dwóch Zachodnioeuropejskiego Pucharu francuskiej marki, za każdym razem plasując się w pierwszej dziesiątce wyścigu.
Na sezon 2009 powrócił do Brytyjskiej Formuły Renault. Tym razem jednak podpisał kontrakt ze stajnią Manor Motorsport. Decyzja okazała się słuszna. Brytyjczyk pomimo nie uczestnictwa w pierwszych dwóch wyścigach sezonu, szybko odrobił straty, by ostatecznie pewnie triumfować w klasyfikacji generalnej mistrzostw, z dorobkiem siedmiu zwycięstw. Dzięki temu sukcesu został uhonorowany nagrodą McLaren Autosport BRDC Award, na najbardziej obiecującego brytyjskiego kierowcę roku. Oprócz tego odbył testy z utytułowanym brytyjskim zespołem F1 – McLaren. Pod koniec sezonu, powrócił do Europejskiego Pucharu, na ostatnią rundę, w hiszpańskim Alcañiz. Podczas weekendu zaprezentował się z bardzo dobrej strony, będąc sklasyfikowanym odpowiednio na siódmej i drugiej lokacie.

### Porsche Carrera Cup
Oprócz udziału w wyścigach open-wheel, Dean wystartował również w dwóch rundach Brytyjskiej edycji Porsche Carrera Cup, w sezonach 2008–2009. Podczas tych czterech wyścigów spisał się nadspodziewanie dobrze (zważywszy na profesję), będąc za każdym razem sklasyfikowanym w pierwszej dziesiątce.

### Seria GP3
W roku 2010, dzięki wsparciu sponsorskiemu ze strony „Racing Steps Foundation” (czyli Fundacji wspierającej obiecujących brytyjskich kierowców wyścigowych), dostał szansę startów w brytyjskiej ekipie Carlin Motorsport, w nowo utworzonej serii GP3. Debiut w serii okazał się całkiem udany. Brytyjczyk w ciągu 16 wyścigów siedmiokrotnie dojechał na punktowanej pozycji, z czego raz stanął na najniższym stopniu. Miało to miejsce podczas drugiego wyścigu, na węgierskim torze Hungaroring. Ostatecznie Smith został sklasyfikowany na 7. miejscu.
W kolejnym sezonie startów reprezentował hiszpańską ekipę Addax Team. Pierwsza faza rywalizacji była udana dla Deana. W pierwszych ośmiu wyścigach, Brytyjczyk sześciokrotnie dojechał do mety na punktowanych lokatach, dwukrotnie przy tym stając na podium (w sprintach w Hiszpanii oraz Wielkiej Brytanii). W pozostałej części sezonu Smith nie zdobył jednak punktów, a podczas kończącej zmagania rundzie na włoskiej Monzy został zastąpiony przez Włocha Vittorio Ghirelli. W klasyfikacji generalnej ostatecznie znalazł się na 12. pozycji.

## Wyniki w GP3
| Legenda oznaczeń w tabelach wyników Wyświetl szablon na nowej stronie | Legenda oznaczeń w tabelach wyników Wyświetl szablon na nowej stronie                                                                     |
| Oznaczenie                                                            | Wyjaśnienie |
| --------------------------------------------------------------------- | --- |
| Złoty                                                                 | Zwycięzca lub mistrzostwo |
| Srebrny                                                               | 2. miejsce lub wicemistrzostwo |
| Brązowy                                                               | 3. miejsce lub II wicemistrzostwo |
| Zielony                                                               | Ukończył, punktował (w klasyfikacji generalnej, gdy zdobył co najmniej jeden punkt na przestrzeni sezonu, poza trzema powyższymi opcjami) |
| Niebieski                                                             | Ukończył, nie punktował (w klasyfikacji generalnej, gdy nie zdobył co najmniej jednego punktu na przestrzeni sezonu)                      |
| Czerwony                                                              | Nie zakwalifikował się (NZ) |
| Czerwony                                                              | Nie prekwalifikował się (NPK) |
| Różowy                                                                | Nie ukończył (NU) |
| Różowy                                                                | Niesklasyfikowany (NS) (w klasyfikacji generalnej, gdy nie został sklasyfikowany w żadnym wyścigu sezonu)                                 |
| Czarny                                                                | Zdyskwalifikowany (DK) |
| Czarny                                                                | Wykluczony (WYK/EX) |
| Biały                                                                 | Nie wystartował (NW) |
| Biały                                                                 | Kontuzjowany (K/INJ) |
| Biały                                                                 | Wyścig odwołany (OD/C) |
| Bez koloru                                                            | Został wycofany (WYC/WD) |
| Bez koloru                                                            | Nie przybył (NP/DNA) |
| Bez koloru                                                            | Nie brał udziału w treningach (NT/DNP) |
| Bez koloru                                                            | Nie został zgłoszony (–) |
| Pogrubienie                                                           | Start z pole position |
| Kursywa                                                               | Najszybsze okrążenie wyścigu |
| †                                                                     | Nie ukończył, ale jego rezultat został zaliczony ze względu na przejechanie więcej niż 90% dystansu wyścigu.                              |
| *                                                                     | Sezon w trakcie |
| 1/2/3                                                                 | Punktowana pozycja w sprincie kwalifikacyjnym                                                                                             |
| Lista systemów punktacji Formuły 1                                    | |

| Rok  | Zespół     | Wyniki w poszczególnych eliminacjach | Wyniki w poszczególnych eliminacjach | Wyniki w poszczególnych eliminacjach | Wyniki w poszczególnych eliminacjach | Wyniki w poszczególnych eliminacjach | Wyniki w poszczególnych eliminacjach | Wyniki w poszczególnych eliminacjach | Wyniki w poszczególnych eliminacjach | Wyniki w poszczególnych eliminacjach | Wyniki w poszczególnych eliminacjach | Wyniki w poszczególnych eliminacjach | Wyniki w poszczególnych eliminacjach | Wyniki w poszczególnych eliminacjach | Wyniki w poszczególnych eliminacjach | Wyniki w poszczególnych eliminacjach | Wyniki w poszczególnych eliminacjach | Punkty | Pozycja |
| ---- | ---------- | ------------------------------------ | ------------------------------------ | ------------------------------------ | ------------------------------------ | ------------------------------------ | ------------------------------------ | ------------------------------------ | ------------------------------------ | ------------------------------------ | ------------------------------------ | ------------------------------------ | ------------------------------------ | ------------------------------------ | ------------------------------------ | ------------------------------------ | ------------------------------------ | ------ | ------- |
| 2010 | Carlin     | ESP                                  | ESP                                  | TUR                                  | TUR                                  | VAL                                  | VAL                                  | GBR                                  | GBR                                  | DEU                                  | DEU                                  | HUN                                  | HUN                                  | BEL                                  | BEL                                  | ITA                                  | ITA                                  | 24     | 7       |
| 2010 | Carlin     | 4                                    | 5                                    | 22†                                  | 10                                   | 17                                   | 23                                   | 6                                    | 22                                   | 9                                    | 12                                   | 5                                    | 3                                    | 6                                    | 4                                    | NU                                   | 16                                   | 24     | 7       |
| 2011 | Addax Team | TUR                                  | TUR                                  | ESP                                  | ESP                                  | VAL                                  | VAL                                  | GBR                                  | GBR                                  | DEU                                  | DEU                                  | HUN                                  | HUN                                  | BEL                                  | BEL                                  | ITA                                  | ITA                                  | 18     | 12      |
| 2011 | Addax Team | 9                                    | 6                                    | 7                                    | 3                                    | 5                                    | 11                                   | 8                                    | 2                                    | 24                                   | NU                                   | 24                                   | 19                                   | 20                                   | 20                                   | –                                    | –                                    | 18     | 12      |